# Xã Blooming Grove, Quận Richland, Ohio
Xã Blooming Grove (tiếng Anh: Blooming Grove Township) là một xã thuộc quận Richland, tiểu bang Ohio, Hoa Kỳ. Năm 2010, dân số của xã này là 1.204 người.